# Сусин, Владимир Сергеевич
Владимир Сергеевич Сусин (1956) — советский футболист, тренер. Мастер спорта СССР.
Воспитанник калужского футбола. Начинал карьеру в родном «Локомотиве». В 1978 году перешёл в московский клуб железнодорожников, в составе которого провёл 14 матчей в Высшей лиге.
С 1984 года на тренерской работе. Руководил командами первого и второго дивизионов. Тренировал сборную Дальневосточного военного округа.
Майор в отставке, двое детей.